# 窯業高等学校
窯業高等学校（ようぎょうこうとうがっこう）とは、日本で主に窯業についての専門技術や知識を習得するために、セラミック科など窯業系の工業に関する学科（窯業科）が設置されている高等学校のことである。工業高等学校の一種とされることもある。

## 概要
セラミック科などの窯業系の学科は工業に関する学科の一種であり、主に工業高等学校に設置されている。単独で職業高等学校を構成することは少なく、学校名として「窯業高等学校」を称していた例は、2021年までの愛知県立瀬戸窯業高等学校の一校だけである。なお、愛知県立常滑高等学校のセラミックアーツ科など、窯業が盛んな地域の普通高等学校にも、窯業系の学科が設置されている場合がある。

## おもな設置学科
窯業高等学校で設置されている学科には、次のようなものがある。
- セラミック科